# 内藤久寛

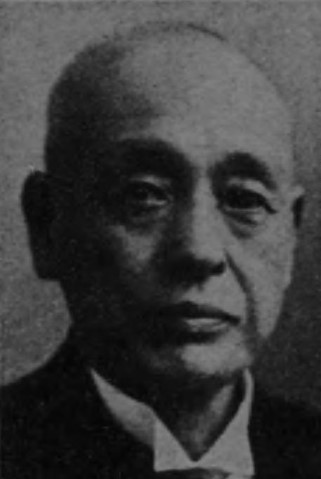
内藤久寛

内藤 久寛（ないとう ひさひろ、1859年8月20日（安政6年7月22日）- 1945年（昭和20年）1月29日）は、日本の実業家、政治家。衆議院議員、貴族院勅選議員。幼名・駒二郎、旧名・道二郎。明治期の石油産業の開拓者であり、日本石油を設立し「日本の石油王」と呼ばれた。

## 経歴
越後国刈羽郡石地村（現新潟県柏崎市西山町石地）で、代々里正を務めた名家の内藤久之、貞子夫妻の二男として生まれる。兄と姉が幼くして死去したため一人息子のように育った。柏崎県黌、横浜の高島学校、新潟英語学校で学んだが、退学して衰退した実家の再建のため懸命に働いた。
1879年（明治12年）4月、戸長に就任。1885年（明治18年）新潟県会議員に当選した。1894年（明治27年）3月、第3回衆議院議員総選挙に新潟県第6区から出馬して当選。第4回総選挙でも当選し、進歩党に所属して衆議院議員を2期務めた。
1886年（明治19年）日本初の農商務省認可水産組合、豊野浜水産組合が設立され、初代組合長に就任した。尼瀬海岸での石油産出に注目し、1888年（明治21年）5月、山口権三郎、牧口荘三郎、本間新作、岸宇吉らと有限責任日本石油会社を設立して常務理事（社長）に就任。海底油田（尼瀬油田）の開発、掘削機械の導入、業界二位の宝田石油との合併などを進め、1926年（大正15年）まで社長を務めた。また、石油輸送の円滑化のため鉄道建設に取組み、北越鉄道、越後鉄道の建設と経営に尽力した。
その他、新潟県水産組合連合会会頭、内閣経済調査会委員、内務省社会局参与、帝都復興院評議員、新潟鐵工所社長、日本工業倶楽部理事、日華学会理事などを務めた。
1925年（大正14年）12月1日、貴族院勅選議員に任じられ、研究会に属して活動した。貴族院議員在任中の1945年1月29日に熱海市の別邸で急性肺炎のため死去。

## 著作
- 『訪鄰紀程』内藤久寛、1918年。
- 『春風秋雨録』民友社、1919年。
- 『其の面影』内藤久寛、1924年。
- 『日本帝国の石油事業 : 附・石油坑道掘に関する所感』内藤久寛、1925年。

## 親族
- 孫 :内藤久一郎（石地町長、衆議院議員）[12]
- 養子:  鷲郞 (妻は衆議院議員 関矢橘太郎娘 静)[13]

## 生家
生家（旧内藤久寛邸）は柏崎市西山町石地にあり、明治天皇も滞在したことから「明治天皇行在所 明治天皇駐蹕碑（ちゅうひつひ）、長屋門」として柏崎市指定文化財となっている。2022年（令和4年）に柏崎市の山田工業が取得し、2023年（令和5年）4月から一般公開されている。